# صموئيل ماثر (موظف مدني)
صموئيل ماثر (بالإنجليزية: Samuel Mather) هو موظف مدني أمريكي، ولد في 1626، وتوفي في 1671.